# ایست پکوز، نیومکزیکو
ایست پکوز (به انگلیسی: East Pecos) یک منطقهٔ مسکونی در ایالات متحده آمریکا است که در نیومکزیکو واقع شده‌است. ایست پکوز ۷۵۷ نفر جمعیت دارد و ۲٬۱۱۴٫۱۲ متر بالاتر از سطح دریا واقع شده‌است.